# Super Furry Animals
Super Furry Animals est un groupe gallois originaire de Cardiff (Royaume-Uni), mené par le chanteur et guitariste Gruff Rhys. Les autres membres sont : Huw « Bunf » Bunford (guitare et chant), Guto Pryce (basse), Cian Ciaran (clavier, électronique) et Dafydd Ieuan (batterie). Très influencés par The Beach Boys (surtout par les disques sortis pendant les années 70), mais également par la musique électronique au sens large, ils ont développé au fil des albums un style qui leur est propre : des pop-songs très arrangées, voire kaléidoscopiques, des refrains très puissants et un humour omniprésent.

## Discographie

### Albums studio
- 1996 : Fuzzy Logic
- 1997 : Radiator
- 1999 : Guerrilla
- 2000 : Mwng (album entièrement en gallois)
- 2001 : Rings Around the World
- 2003 : Phantom Power (en)
- 2005 : Love Kraft
- 2007 : Hey Venus!
- 2009 : Dark Days/Light Years

### Compilations et albums de remixes
- 1998 : Out Spaced
- 2004 : Phantom Phorce (remixes)
- 2004 : Songbook: The Singles, Vol. 1
- 2005 : Under the Influence (Compilation de morceaux ayant influencés le groupe)
- 2016 : "zoom! The Best Of Super Furry Animals 1995—2016"

### Singles et EP (par ordre chronologique)
EP hors-album :
- 1995 : Llanfairpwllgwyngyllgogerychwyndrobwllantysiliogogogochynygofod (in space)
- 1995 : Moog Droog

Extrait de Fuzzy Logic :
- 1996 : Hometown Unicorn
- 1996 : God! Show Me Magic
- 1996 : Something 4 the Weekend
- 1996 : If You Don't Want Me to Destroy You

Single hors-album :
- 1996 : The Man Don't Give a Fuck

Extrait de Radiator :
- 1997 : Hermann ♥'s Pauline
- 1997 : The International Language of Screaming
- 1997 : Play It Cool
- 1997 : Demons

EP hors-album :
- 1998 : Ice Hockey Hair

Extrait de Guerrilla :
- 1999 : Northern Lites
- 1999 : Fire in My Heart
- 2000 : Do or Die

Extrait de Mwng :
- 2000 : Ysbeidiau Heulog

Extrait de Rings Around the World :
- 2001 : Juxtapozed with U
- 2001 : (Drawing) Rings Around the World
- 2002 : It's Not the End of the World?

Extrait de Phantom Power :
- 2003 : Golden Retriever
- 2003 : Hello Sunshine
- 2004 : Slow Life (EP)

Single hors-album :
- 2004 : The Man Don't Give a Fuck (Live) (version concert de 22 minutes enregistrée au Hammersmith Apollo)

Extrait de Love Kraft :
- 2005 : Lazer Beam

Extrait de Hey Venus :
- 2007 : Show Your Hand
- 2007 : Run-Away
- 2007 : The Gift That Keeps Giving

Extrait de Dark Days/Light Years :
- 2009 : Inaugural Trams
- 2009 : Mt.